# Y Bootis
Y Bootis är en stjärna som misstänkts vara variabel. Den har dock av allt att döma konstant ljusstyrka. Den har magnitud +7,94 och tillhör stjärnbilden Björnvaktaren.